# Fonteio
Fonteio (III secolo – IV secolo) è stato uno scrittore romano.

## Biografia
Di Fonteio, citato solo da Giovanni Lido, quindi precedente al V secolo d.C., non è possibile risalire ad alcun dato biografico, sicché non è possibile nemmeno stabilire un eventuale collegamento con la gens Fonteia citata da Cicerone come famiglia plebea di Tuscolo.

## Opere
Di Fonteio, proprio tramite Lido, sappiamo che compose un'opera De signis, uno scritto sull'interpretazione dei tuoni e uno, Etrusca disciplina, in cui trattava dell'aruspicina.